# マイケル・クリストファー
マイケル・クリストファー（Michael Cristofer、1945年1月22日 - ）は、アメリカ合衆国の俳優、映画監督、脚本家。

## 出演作品
- MR. ROBOT/ミスター・ロボット
- サスペクツ・ダイアリー すり替えられた記憶
- 或る終焉
- エレメンタリー ホームズ&ワトソン in NY シーズン3（アイザック・パイク）
- ニューヨーク 眺めのいい部屋売ります
- アメリカン・ホラー・ストーリー：魔女団（ハリソン・レナード）
- レイ・ドノヴァン ザ・フィクサー
- SMASH シーズン1、2（ジェリー・ランド）
- SUITS/スーツ シーズン2（ポール）
- RUBICON 陰謀のクロスワード
- リトル・ドラマー・ガール
- 民衆の敵

## その他の作品
- ナイト・ウォッチャー The Night Clerk (2020) - 監督・脚本
- チャンプ ※WOWOW放映時のタイトルは『チャック 〜“ロッキー”になった男〜』
- ジョージア・オキーフ ～愛と創作の日々～
- カサノバ
- ポワゾン - 監督・脚本
- ボディ・ショット
- ジーア/悲劇のスーパーモデル - 監督・脚本
- ターニング・ラブ
- 心のままに
- 虚栄のかがり火
- イーストウィックの魔女たち
- 恋におちて
- ポール・ニューマン/遠い追憶の日々